# Dutz Schuster

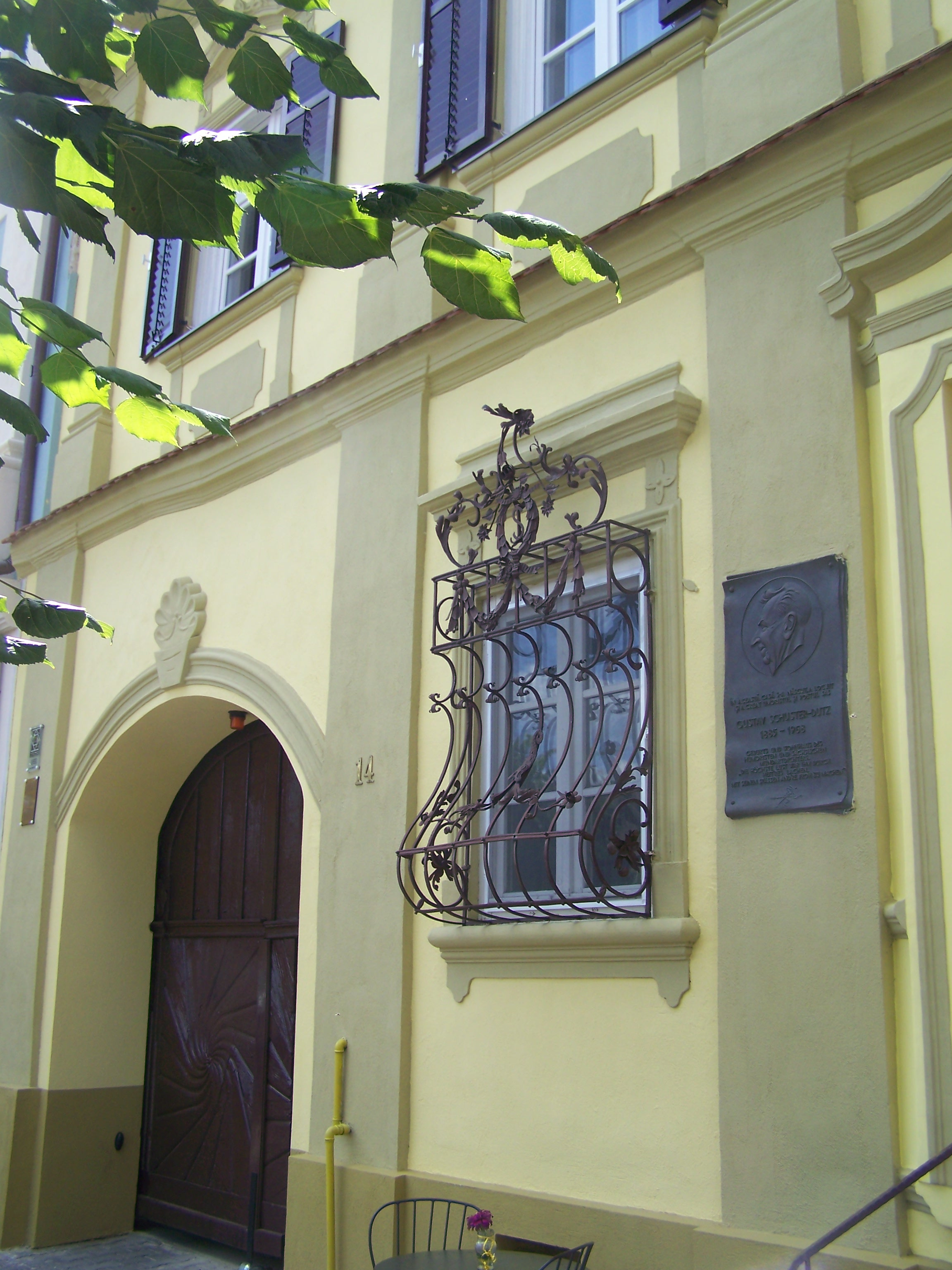
Casa Schuster din Mediaș

Dutz Schuster (de fapt Gustav Schuster, cunoscut și ca Gustav Schuster-Dutz n. 24 mai 1885, Mediaș – d. 1 ianuarie 1968, Mediaș) a fost un scriitor sas.
S-a născut la Mediaș ca al doilea copil al farmacistului Gustav Schuster și al soției sale, Albertine, născută Guggenberger. În registrul de botez a fost înscris cu numele Gustav Michael Julius Schuster.
A studiat științele naturii și chimie la Cluj, Viena, Jena și Marburg.
În 1907 se întoarce în Transilvania și devine profesor la Gimnaziul Stephan Ludwig Roth din Mediaș. Va rămâne aici profesor în jur de 40 de ani. A fost și profesorul lui Paul Rampelt, pe care l-a influențat, prin creațiile sale în dialectul săsesc, să scrie și el versuri în dialect.
După ce publicase deja cărți în dialectul săsesc, Schuster scoate în 1925 publicația Bäm Hontertstreoch (Beim Holunderstrauch - La tufa de soc) de asemenea în dialect, publicație care însă va apărea numai timp de doi ani.
În 1945 a fost arestat pentru săvârșirea unor presupuse crime de război, fiind acuzat împreună cu alți funcționari ai Grupului Etnic German din România că ar fi contribuit la prăbușirea țării. După 6 luni de detenție la Carcal, din mai în noiembrie 1945, a fost în cele din urmă achitat, însă după acest episod sănătatea i s-a înrăutățit considerabil. Abia în 1965, la împlinirea vârstei de 80 de ani, a fost reabilitat și sărbătorit oficial.
A fost o persoană plină de umor. Pe piatra sa de mormânt se găsește un epitaf, în limba germană, compus de el însuși, a cărui traducere o alăturăm:
| Hier ruht nunmehr in Gottes gnäd'gem Schutz Der frohe Versemacher Schuster Dutz. Die höchste Lust war ihm, durch heit'res Lachen Mit seinen Spaßen and're froh zu machen. Nun Wand'rer steh und lächle einmal sacht: Dies ist der letzte Spaß, den er gemacht". | Aici se odihnește în grija Domnului Veselul stihuitor Schuster Dutz. Cea mai mare plăcere a sa a fost ca prin râs Și prin glumele sale, să-i înveselească pe ceilalți. Și acum călătorule, oprește-te și zâmbește: Aceasta-i ultima glumă pe care a făcut-o. |

## Lucrări
- Eos menjer Aherevakanz (Aus meinen Ernteferien), Mediaș, 1921
- De Tarockpartie uch ander lastig Geschichtcher (Die Tarockpartie und andere lustige Geschichtcher - Partida de Taroc și alte povestiri nostime), Mediaș, 1923
- Der gereimte Mensch, Eine Anatomie in Versen (Omul rimat, o anatomie în versuri), Mediaș, 1946
- Das Kulturpfeifen. Geschichten und Gedichte, Editura de stat pentru artă și literatură, 1958; reeditat de Harald Krasser, București, 1969
- Arta de a fluiera (schițe traduse în limba română, din volumul Das Kulturpfeifen), Editura Tineretului, București, 1963, reeditare la Editura Samuel, Mediaș, 2013

În afara acestor volume, a scris lucrări dramatice, librete, piese de teatru, versuri pentru copii și manuale de științele naturii.
De exemplu, pe 17.02.1982 la Teatrul "Radu Stanca" din Sibiu a avut loc premiera piesei Sann angderm Rehnestarn pe un text de Schuster Dutz dramatizat de Christian Maurer.
În Piața Regele Ferdinand nr. 14 din Mediaș se găsește Casa Schuster Dutz, construită în 1690 și reparată în 1813. Se remarcă succesiunea pilaștrilor fațadei, stucatura cornișelor și a arcadelor ferestrelor.

## Galerie de imagini

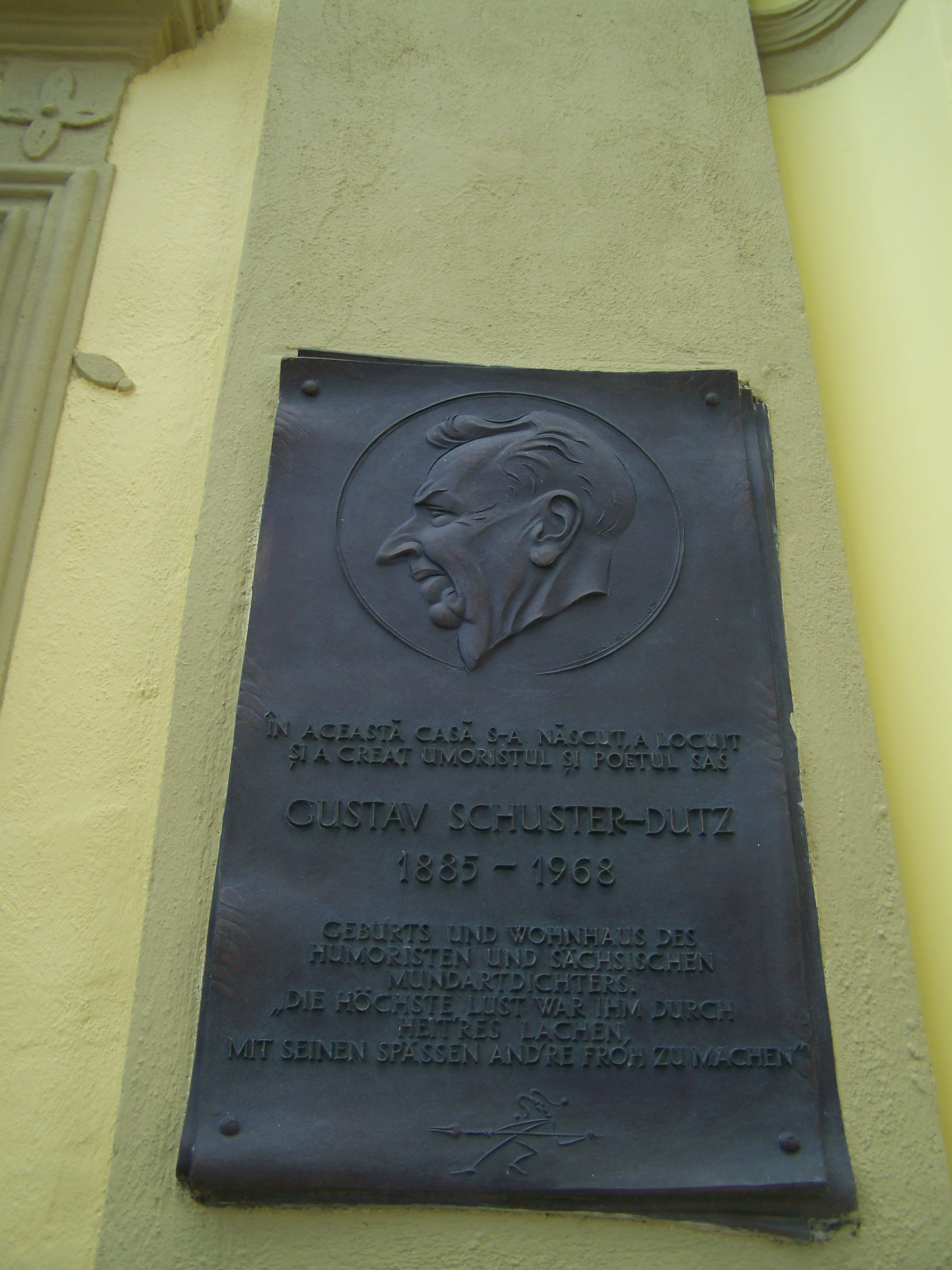
Placa memorială de pe casa natală a scriitorului
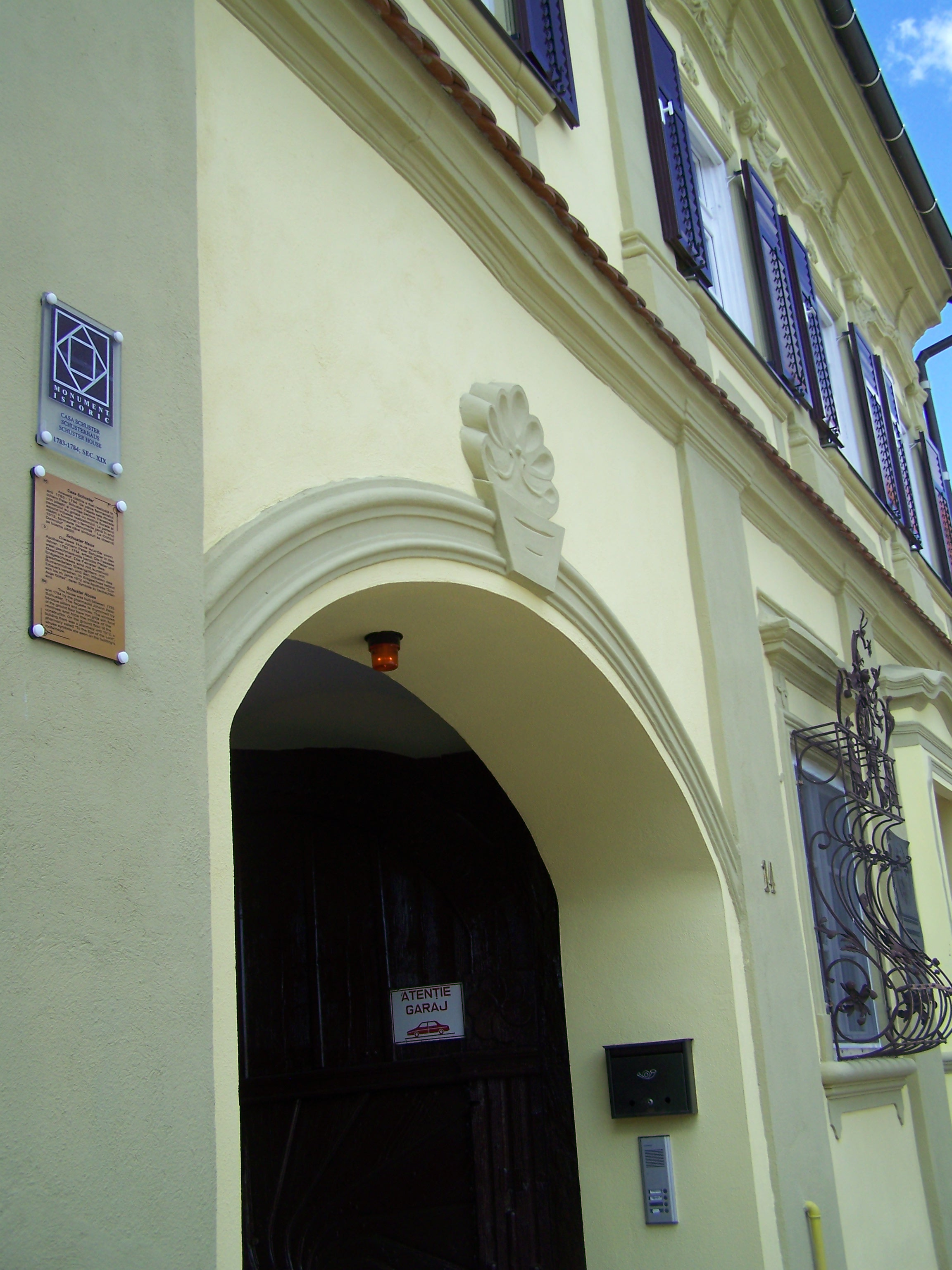
Casa Schuster din Mediaș